# Pezicula subcarnea
Pezicula subcarnea är en svampart som beskrevs av J.W. Groves 1941. Pezicula subcarnea ingår i släktet Pezicula och familjen Dermateaceae.   Inga underarter finns listade i Catalogue of Life.